# تنیس با ویلچر در پارالمپیک تابستانی ۲۰۲۴
تنیس با ویلچر (انگلیسی: Wheelchair tennis at the 2024 Summer Paralympics) یکی از رویدادهای برگزار شده در پارالمپیک تابستانی ۲۰۲۴ بود. این دوره از بازی‌ها از ۳۰ اوت تا ۷ سپتامبر ۲۰۲۴ در ورزشگاه رولان گاروس پاریس برگزار شد. برنامه‌ریزی جهت برگزاری رقابت‌های تک‌نفره، دو نفره در بخش مردان، زنان و ترکیبی صورت گرفته بود.

## جدول مدال‌ها
*   کشور میزبان (فرانسه)
| رتبه          | NPC            | طلا | نقره | برنز | مجموع |
| ------------- | -------------- | --- | ---- | ---- | ----- |
| ۱             | ژاپن           | ۳   | ۱    | ۰    | ۴     |
| ۲             | هلند           | ۲   | ۳    | ۱    | ۶     |
| ۳             | بریتانیای کبیر | ۱   | ۲    | ۰    | ۳     |
| ۴             | آرژانتین       | ۰   | ۰    | ۱    | ۱     |
| ۴             | آفریقای جنوبی  | ۰   | ۰    | ۱    | ۱     |
| ۴             | اسرائیل        | ۰   | ۰    | ۱    | ۱     |
| ۴             | اسپانیا        | ۰   | ۰    | ۱    | ۱     |
| ۴             | چین            | ۰   | ۰    | ۱    | ۱     |
| مجموع (۸ NPC) | مجموع (۸ NPC)  | ۶   | ۶    | ۶    | ۱۸    |